# Al-Wahda Abu Zabi
Al-Wahda Football Club (ar. نادي الوحدة لكرة القدم) – emiracki klub piłkarski, grający obecnie w UAE Arabian Gulf League, mający siedzibę w mieście Abu Zabi, stolicy kraju.

## Historia
Klub powstał w 1974 w wyniku połączenia Emirates Club i Abu Dhabi. Największe sukcesy zaczął odnosić po tym, jak prezesem klubu został H.H. Sh. Saeed bin Zayed Al Nahyan, czyli od połowy lat 90. Pierwszym osiągnięciem było wywalczenie mistrzostwa Zjednoczonych Emiratów Arabskich w 1999 roku. Z kolei w 2000 roku Al-Wahda pierwszy raz wygrała finał Pucharu Emira. W 2004 roku zespół dotarł do ćwierćfinału Azjatyckiej Ligi Mistrzów, jednak odpadł po porażkach 0:6 i 2:5 z południowokoreańskim Seongnam Ilhwa Chunma. Natomiast w 2007 roku Al-Wahda wystąpiła w półfinale tych rozgrywek - odpadła po dwumeczu z irańskim Sepahan Teheran (1:3, 0:0).

## Sukcesy
- Mistrzostwo Zjednoczonych Emiratów Arabskich (4 razy): 1999, 2001, 2005, 2010
- Puchar Emira (2 razy): 2000, 2017
- Puchar Federacji (3 raz): 1986, 1995, 2001
- Puchar Etisalat Emirates (2 raz): 2016, 2018
- Superpuchar Zjednoczonych Emiratów Arabskich (4 razy): 2002, 2011, 2017, 2018

## Zagraniczni reprezentanci kraju grający w klubie
- Maurito
- Abdulla Al-Dakeel
- Branimir Bajić
- Fábio Júnior
- Paulo Sérgio
- Wael El-Quabbani
- Nawaf Falah
- Ali Salah Hashim
- Younis Mahmoud
- Mohammed Salem Al Enazi
- Mamadou Bagayoko
- Tenema N’Diaye
- Mourad Ayni
- Mohamed Bencherifa
- El Amin Erbate
- Nadir Lamyaghri
- Philemon Masinga
- Viorel Moldovan
- Amara Traoré
- Lamine Conteh
- Sami Laaroussi
- Faouzi Rouissi
- Elie Kroupi
- Kalusha Bwalya
- Carlitos